# Hydroptila angulata
Hydroptila angulata – chruścik z rodziny Hydroptilidae. Larwy budują małe, bocznie spłaszczone, przenośne domki, zbudowane z przędzy jedwabnej i ziarenek piasku.
Gatunek zasiedlający wody płynące, może być uważany za limnefila. Występuje w rzekach i jeziorach całej Europy.
W Finlandii występuje licznie lecz lokalnie w jeziorach i zalewach morskich, także w jeziorach lobeliowych. Imagines łowione nad jeziorami w Karelii, nad jez. Balaton. W Niemczech występujący w limnalu i potamalu. We Włoszech larwy obecne były w strefie limnalu.